# Глинский, Иван Александрович
Ива́н Алекса́ндрович Гли́нский  (ум. после 1399) — князь Глинский, представитель княжеского рода Глинских.

## Биография
Одна из версий родословной легенды сообщает, что предок Глинских, Алекса, отец князя Ивана, перешёл вместе с вотчиной на службу к князю Витовту. Крестившись в Киеве, он приняв имя Александр. В той же родословной указывается, что от Витовта он получил во владение волость Станко, а также города Хозоров, Сереков и Гладковичи. В начале XVI века была составлена родословная Глинских, которая получила на Руси название «Подлинный родослов Глинских князей». В ней утверждалось, что на службу к Витовту перешёл не только Александр, но и его сын Иван. Также согласно родословным Витовт выдал за Ивана дочь князя Даниила Острожского по имени Анастасия. Также родословные утверждают, что Александр и Иван принимали в 1399 году участие в битве на Ворскле, и что именно благодаря их действиям Витовт избежал плена и вернулся в Литву. Однако описание битвы полностью совпадает с текстами русских летописей (кроме советов князей Глинских Витовту), поэтому вероятнее всего попало в родословие именно из летописей.
В Любецком синодике под номером 31 упоминается князь Иван Глинский, которого Зотов идентифицирует с Иваном Александровичем Глинским. По версии Зотова князь мог попасть в синодик, поскольку владел землями в Черниговском княжестве, в том числе городом Хоробор. По версии историка А. В. Кузьмина, наличие Ивана в синодике указывает на то, что Глинские могли происходить от Ольговичей (одной из ветвей Рюриковичей).

## Брак и дети
Жена: Анастасия, дочь князя Даниила Острожского. Дети:
- Борис (ум. после 1451)[3];
- Фёдор[3];
- Семён[3].